# 그리스도인의 자유

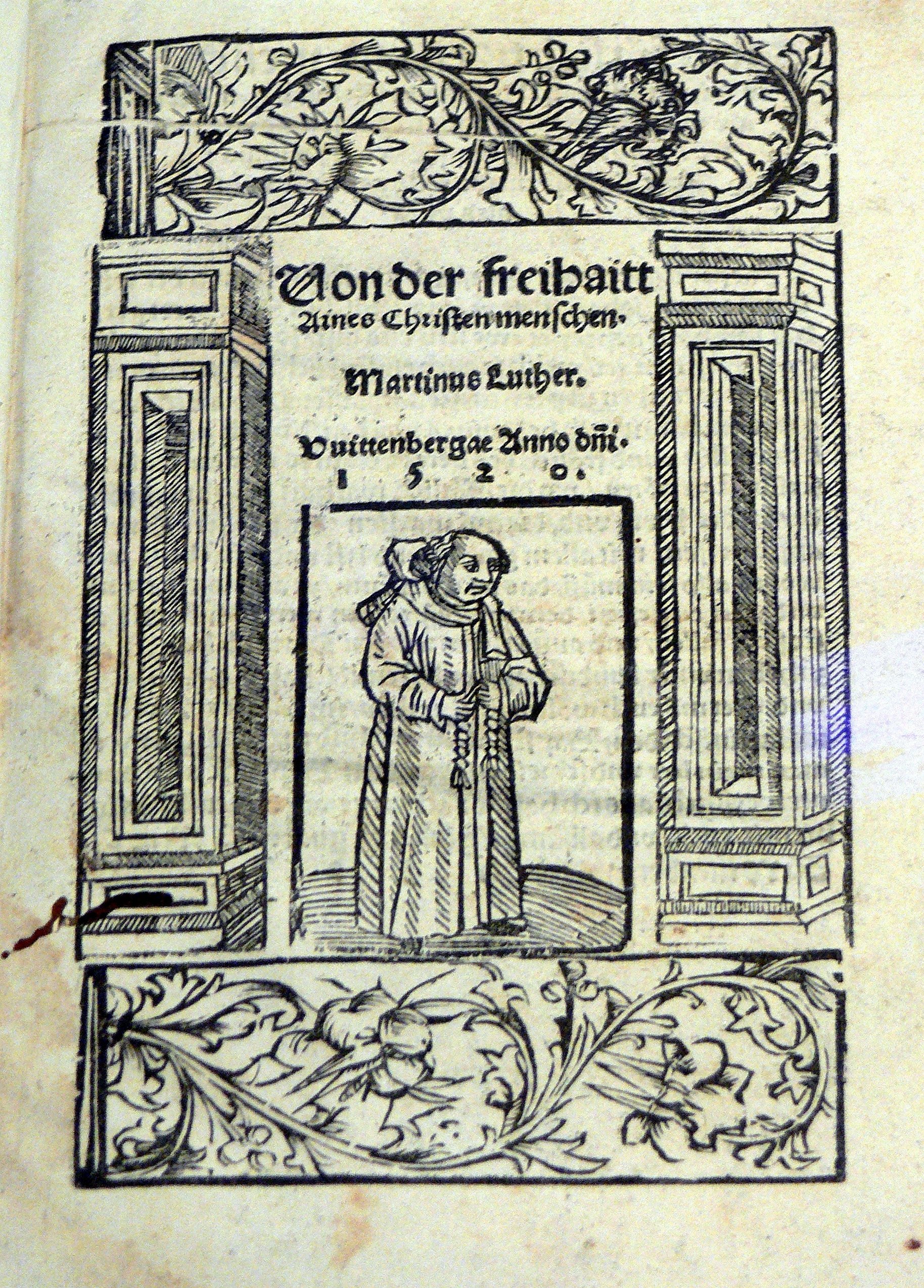

그리스도인의 자유(라틴어: De Libertate Christiana, 독일어: Von der Freiheit eines Christenmenschen)는 마르틴 루터의 종교개혁 3대 논문 중 세번째 논문으로서, 1520년 11월 독일어와 라틴어로 동시에 출판되었다. 1519년의 에크(1486-1543)와의 논쟁에 의해 루터는 자기의 입장을 명확히 할 필요가 있었다. 그러나 그 후 교황사절(敎皇使節) 미르티츠로부터 온화한 태도를 취할 것을 권고받았다. 이에 대해 루터는 자기의 진의는 교황을 해치려는 것이 아니고, 교회내의 폐해를 시정하는 데에 있다는 뜻의 저작(著作)을 세상에 내놓을 것을 약속하고 그대로 출판하였다.
우선 자유는 외적인 것에 의해서는 주어지는 것이 아니며, 그리스도인은 신앙에 의해 의(義)로워지고, 따라서 신앙이 사람을 자유롭게 만든다. 자유란 혼(魂)의 자유이며 그것은 그리스도에 의해 죄를 용서받아 얻게 되기 때문이다. 혼에 있어서 필요한 것은 신의 말씀일 뿐이며, 그것이 기록된 것, 즉 성서(聖書)뿐이다. 여기에 그의 '신앙뿐' '성서뿐'이라는 입장이 명백해진다. 신앙이 자유를 부여하는 것이며, 착한 행위와 공덕(功德)이 자유를 주는 것이 아니라 선인이 착한 업(業)을 만드는 것이다. 또 어떤 사람이든 그리스도인이면 신 앞에 서서 기구(祈求)할 수가 있다. 그런 의미에서 누구나 사제(司祭)인 것이다. 그것은 또 어떤 사람이나 심부름꾼이며, 봉사자(奉仕者)임을 의미한다. 여기에 사랑을 바탕으로 이웃을 위해 살 책임이 주어진다. 이렇게 하여 루터가 주장하는 자유는 정치적·사회적 자유가 아니라 내면적·영적(靈的) 자유인 것이다.

## 목차
《크리스찬의 자유》
- 소개의 말
- 서문
  - 뮐폴트 시장에게 바치는 글
- 교황 레오 제10세에게 보내는 공개장
- 신앙(혹은 자유)에 관한 문제 - 내적인 것
  - 크리스찬의 본질 - 자유인과 봉사자
  - 크리스찬의 두 가지 명제
  - 크리스찬이 되게 하는 필수요건
  - 외적 행위와 자유
  - 하나님의 말씀과 자유
  - 하나님의 말씀 - 그리스도 안에서 - 자야소멸과 구원
  - 자유 달성의 요소 - 신앙
  - 공적을 요구하는 율법 가운데서의 의의 불가능성
  - 의를 이루는 하나님의 약속의 말씀
  - 하나님이 말씀과 은총을 연결하는 ‘신앙’
  - 하나님의 영광스러운 모습을 우러러보는 ‘신앙’
  - 죄를 정복하는 신앙
  - 첫째 계명의 성취로서의 신앙
  - 영적인 사제로서의 그리스도
  - 그리스도 안에서 가지는 크리스찬의 자유와 권위
  - 사제로서의 크리스찬의 존엄성
  - 크리스찬의 만인 제사장직
  - 신앙의 성립을 위한 그리스도 인식
- 행동(혹은 봉사)에 관한 문제 - 외적인 것
  - 선행의 필요성
  - 육정과 방종의 극복
  - 하나님을 기쁘시게 하기 위한 극기와 절제
  - 의롭게 된 크리스찬으로서의 행동
  - 선인이 선행에 앞서야 함
  - 신앙이 선인을 만듦
  - 신앙이 없는 선행의 졸렬성
  - 이웃을 위한 사랑과 봉사로서의 선행
  - 귀감으로서의 그리스도
  - 자유로운 사랑에 근거한 선행
  - 기독교적인 선행 - 사랑에서 우러나오는 행동

## 같이 보기
- 율법폐기론